# 2003 UN292
2003 UN292, também escrito como 2003 UN292, é um objeto transnetuniano que está localizado no Cinturão de Kuiper, uma região do Sistema Solar. Este corpo celeste é classificado como um cubewano. Ele possui uma magnitude absoluta de 7,0 e tem um diâmetro estimado com 175 km.

## Descoberta
2003 UN292 foi descoberto no dia 24 de outubro de 2003 pelo astrônomo Marc W. Buie.

## Órbita
A órbita de 2003 UN292 tem uma excentricidade de 0,111 e possui um semieixo maior de 45,007 UA. O seu periélio leva o mesmo a uma distância de 39,993 UA em relação ao Sol e seu afélio a 50,022 UA.